# Michael Macho
Michael Macho (ur. 27 marca 1987) – austriacki snowboardzista, specjalista konkurencji Big Air. Nigdy nie startował na igrzyskach olimpijskich. Jego najlepszym osiągnięciem na Mistrzostwach Świata jest 9. miejsce w konkurencji Slopstyle wywalczone podczas mistrzostw w La Molinie. Najlepsze wyniki w Pucharze Świata osiągnął w sezonie 2010/2011, kiedy to wywalczył 9. miejsce w klasyfikacji generalnej (AFU), a w klasyfikacji big air wywalczył 6. miejsce.

## Sukcesy

### Mistrzostwa Świata
| Miejsce | Dzień       | Rok  | Miejscowość | Konkurencja | Zwycięzca       |
| ------- | ----------- | ---- | ----------- | ----------- | --------------- |
| 39      | 15 stycznia | 2011 | La Molina   | Big Air     | Petja Piiroinen |
| 9       | 22 stycznia | 2011 | La Molina   | Slopstyle   | Seppe Smits     |

### Puchar Świata

#### Miejsca w klasyfikacji generalnej
- 2005/2006 - 245.
- 2006/2007 - 108.
- 2007/2008 - 82.
- 2008/2009 - 76.
- 2009/2010 - 86.
  - AFU[2]
- 2010/2011 – 9.
- 2011/2012 –

#### Miejsca na podium
1. Denver – 26 stycznia 2011 (Big Air) – 3.miejsce
2. Sztokholm – 19 listopada 2011 (Big Air) – 2.miejsce